# Eesti Raudtee
Eesti Raudtee (EVR) — национальная железнодорожная компания Эстонии. Основана в 1992 году на базе эстонской части Прибалтийской железной дороги.
Протяжённость путей, принадлежащих «Eesti Raudtee», составляет 691 км (все — колеи 1520 мм). Компания также осуществляет грузовые перевозки по железным дорогам Эстонии. Пассажирские перевозки, в том числе по электрифицированным линиям (192 км в окрестностях Таллина)  осуществляются компанией «Elron» (бывш. «Elektriraudtee»). Компании «Edelaraudtee» принадлежат бывшие узкоколейные линии Таллин — Лелле — Пярну и Лелле — Вильянди. В километраже линий «EVR» эти участки не учтены. Компания осуществляет грузовые перевозки, внутренние пассажирские перевозки (обслуживаются дизель-поездами) и международные перевозки (единственный ныне существующий поезд дальнего следования Таллин — Москва, который был заменён составом российского формирования в 2015 году, и отменённый в том же году поезд Таллин — Санкт-Петербург).

## Основные показатели деятельности
Грузооборот и объём перевозок:
| Год  | Грузооборот, млн. тонно-километров (нетто) | Объем местных перевозок, млн. тонн | Объем международных перевозок, млн. тонн |
| ---- | ------------------------------------------ | ---------------------------------- | ---------------------------------------- |
| 2001 | 8199                                       | 5,5                                | 33,2                                     |
| 2002 | 9559                                       | 3,7                                | 38,4                                     |
| 2003 | 9257                                       | 3,8                                | 38,5                                     |
| 2004 | 9798                                       | 2,9                                | 40                                       |
| 2005 | 10259                                      | 3,7                                | 40,5                                     |
| 2006 | 10267                                      | 3,2                                | 41,1                                     |
| 2007 | 8121                                       | 4,9                                | 31,8                                     |
| 2008 | 5581                                       | 4,06                               | 22,01                                    |
| 2009 | 5591                                       | 2,84                               | 22,54                                    |
| 2010 | 6251                                       | 4,25                               | 25,38                                    |
| 2011 | 6034                                       | 5,42                               | 25,09                                    |
| 2012 | ?                                          | *                                  | *                                        |
| 2013 | 4392                                       | 3,6                                | 20,75                                    |
| 2014 | 2946                                       | 3,5                                | 15,8                                     |
| 2015 | 2867                                       | 2,5                                | 12,9                                     |
| 2018 |                                            | 2,8                                | 10,7                                     |
| 2019 |                                            | 2,1                                | 11,1                                     |
| 2020 |                                            | 1,3                                | 10,2                                     |
| 2021 |                                            | 1,8                                | 10,9                                     |
| 2022 |                                            | 2,6                                | 5,2                                      |

* Общий объём перевозок составил 26,1 млн тонн, что на 14,4 % меньше, чем в 2011 году
В 2022 году «Eesti Raudtee» перевёз транзитом через Эстонию 3,91 млн тонн товаров, что на 59,0 % меньше, чем в 2021 году. Доля транзита в общем объеме перевозок снизилась с 74,8 % в 2021 году до 49,9 % в 2022 году. Объём местных перевозок вырос на 45,7 %, в результате на них пришлось 33,1 % от общего объёма перевозок (в 2021 году — 14,0 %). Импортные перевозки составили 1,12 млн тонн, снизившись на 2,3 %, экспортные — 0,20 млн тонн, снизившись на 29,2 % по сравнению с 2021 годом.
Торговый оборот: 
| Год      | 2010 | 2011   | 2012   | 2013   | 2014   | 2015   | 2016   | 2017   | 2018   | 2019   | 2020   | 2021   | 2022   |
| -------- | ---- | ------ | ------ | ------ | ------ | ------ | ------ | ------ | ------ | ------ | ------ | ------ | ------ |
| Млн евро | 62,3 | ↘ 59,8 | ↗ 64,4 | ↘ 64,1 | ↘ 51,2 | ↘ 43,5 | ↘ 31,7 | ↘ 31,3 | ↗ 39,7 | ↘ 37,6 | ↘ 30,7 | ↗ 32,8 | ↘ 29,4 |

Чистая прибыль: 
| Год      | 2012   | 2013   | 2014   | 2015   | 2016    | 2017   | 2018  | 2019  | 2020  | 2021 | 2022 |
| -------- | ------ | ------ | ------ | ------ | ------- | ------ | ----- | ----- | ----- | ---- | ---- |
| Млн евро | 16,186 | 11,099 | -0,263 | -6,298 | -10,763 | -7,620 | 8,618 | 8,893 | 7,089 | 0    | 0    |

Целевое финансирование, млн евро: 
| Источник, назначение / Год                                | 2012   | 2013   | 2014  | 2015  | 2016   | 2017  | 2018   | 2019   | 2020   | 2021   | 2022   |
| --------------------------------------------------------- | ------ | ------ | ----- | ----- | ------ | ----- | ------ | ------ | ------ | ------ | ------ |
| Из разных источников* на приобретение основного имущества | 20,140 | 17,971 | 2,696 | 5,100 | 14,319 | 9,030 | 30,009 | 12,363 | 16,718 | 12,334 | 31,959 |
| ..в т. ч. из фондов ЕС                                    | 20,140 | 17,971 | 2,696 | 4,583 | ..     | ..    | 8,509  | 12,288 | 8,615  | 9,117  | 29,247 |
| ..в т. ч. из госбюджета и других местных источников       | -      | -      | -     | 0,517 | ..     | ..    | 21,500 | 0,075  | 3,833  | 3,217  | 2,712  |
| Из госбюджета на покрытие текущих расходов                | -      | -      | -     | -     | -      | -     | 16,000 | 16,000 | 24,100 | 14,592 | 20,716 |

Примечания:

* — из фондов ЕС (Европейский фонд сплочения, Европейский фонд регионального развития, Фонд общеевропейской транспортной сети), государственного бюджета Эстонии, от местных органов власти и государственных компаний.

.. — данные в годовых отчётах не опубликованы.

## Разделение компании
В 2009 году был начат процесс разделения компании «Eesti Raudtee» на два предприятия: «EVR infra» (управление железнодорожной инфраструктурой) и «EVR Cargo» (грузоперевозки).  С 1 января 2012 года «EVR Cargo» стало носить название «Eesti Raudtee». 100 % акций этого предприятия принадлежат Эстонской республике.

## Численность работников
Среднегодовая численность работников «Eesti Raudtee»:
| Год  | 2000 | 2001   | 2002   | 2003   | 2004   | 2005   | 2006   | 2007   | 2008   | 2009   | 2010   |
| ---- | ---- | ------ | ------ | ------ | ------ | ------ | ------ | ------ | ------ | ------ | ------ |
| Чел. | 4516 | ↘ 4231 | ↘ 3602 | ↘ 2961 | ↘ 2592 | ↘ 2460 | ↘ 2342 | ↘ 2279 | ↘ 1972 | ↘ 1742 | ↘ 1711 |

Среднегодовая численность работников «Eesti Raudtee» после разделения компании:
| Год  | 2011* | 2012  | 2013  | 2014  | 2015  | 2016  | 2017  | 2018  | 2019  | 2020  | 2021  | 2022  |
| ---- | ----- | ----- | ----- | ----- | ----- | ----- | ----- | ----- | ----- | ----- | ----- | ----- |
| Чел. | 833   | ↗ 889 | ↘ 823 | ↗ 826 | ↘ 815 | ↘ 799 | ↘ 792 | ↘ 782 | ↘ 725 | ↘ 686 | ↘ 675 | ↗ 679 |

* Численность работников на конец года

## Локомотивный парк
Локомотивный парк в процессе  разделения предприятия в 2009 году, перешёл к дочернему предприятию — «EVR Cargo», в настоящее время «AS Operail». 
- 10 тепловозов ЧМЭ3
- 53 тепловозов GE C36-7i — один модернизирован для работы на топливе LNG в депо Тапа
- 19 тепловозов GE C30-7Ai — списаны или модернизированы в депо Тапа в С30М
- 5 тепловозов ТЭМ-ТМХ
- 2 тепловоза DF7G-E — длительная аренда
- 18 Электропоездов Elron 1300/1400
- 20 дизель поездов Elron 2200/2300/2400
- 16 Электропоездов Škoda 21Ev
- До 2005 года были 39 тепловозов 2М62  и 60 тепловозов М62.

## Основные линии

### Действующие
- Таллин — Кейла — Палдиски. Электрифицирована постоянным током 3 кВ. Пассажирские перевозки обслуживаются компанией Elron.
- Кейла — Турба. Электрифицирована постоянным током 3 кВ. Ранее имела неэлектрифицированное продолжение до Хаапсалу.
- Клоога — Клоога-Ранд. Тупиковое ответвление от станции Клоога. Электрифицировано постоянным током 3 кВ.
- Таллин — Нарва — граница с Россией. Частично электрифицирована (до станции Аэгвийду) постоянным током 3 кВ. Перевозки осуществляются Elron и ФПК.
- Юлемисте — Мууга. Неэлектрифицированная грузовая линия для поездов, следующих в порт Мууга.
- Тапа — Тарту — Валга — граница с Латвией. Неэлектрифицированная.
- Тарту — Койдула — граница с Россией. Неэлектрифицированная, пассажирское сообщение через границу отсутствует с 1998 года. Ранее имелся прямой выход со станции Орава к российской станции Печоры-Псковские, однако в мае 2011 года он был демонтирован в связи с переносом таможни в Койдула и заменой перегоном Орава — Койдула.
- Валга — Койдула. Неэлектрифицированная. Пассажирское сообщение отсутствует на большей части линии (кроме перегона Пиуза — Койдула). До 1997 года линия использовалась поездом Рига — Санкт-Петербург.